# Boisbergues
Boisbergues é uma comuna francesa na região administrativa de Altos da França, no departamento de Somme. Estende-se por uma área de 4,31 km². Em 2010 a comuna tinha 76 habitantes (densidade: 17,6 hab./km²).